# Maria Hohenzollern de Prússia
Maria Hohenzollern de Prússia (en alemany Marie von Preußen) va néixer a la ciutat prussiana de Königsberg el 23 de gener de 1679 i va morir a Bayreuth l'11 de febrer de 1649. Era una noble alemanya de la Casa de Hohenzollern, la segona filla d'Albert Frederic de Prússia (1553-1618) i de Maria Elionor de Jülich-Kleve-Berg (1550-1608).
Amb les seves germanes va ser criada al castell de Königsberg. Des que el seu pare no va deixar hereus barons, es va produir una discrepància entre les cases de Prússia i Jülich-Cleves-Berg sobre la compensació de Maria. El 1613, Maria va adquirir els senyorius de Schreez i Culmbach a Haag. Ella va utilitzar els ingressos d'aquests dominis per ampliar el castell d'Unternschreez, el seu dot de vídua. Maria i la seva família van haver de fugir durant la Guerra dels Trenta Anys, i les senyories es van perdre.

## Matrimoni i fills
El 29 d'abril de 1604, es va casar al castell de Plassenburg amb Cristià de Brandenburg-Bayreuth (1581-1655), fill de l'elector de Brandenburg Joan Jordi (1525-1598) i de la seva tercera esposa Elisabet d'Anhalt-Zerbst (1563-1607). El matrimoni va tenir nou fills:
- Elisabet, nascuda i morta el 1606.
- Jordi Frederic, nascut i mort el 1608.
- Anna Maria (1609-1680), casada amb Joan Antoni d'Eggenberg (1610-1649).
- Agnès, nascuda i morta el 1611.
- Magdalena (1612-1687), casada amb Joan Jordi II de Saxònia (1613-1680).
- Ernest Cristià (1613-1614).
- Erdemann August (1615-1651), casat amb Sofia de Brandenburg-Ansbach (1614-1646).
- Jordi Albert de Brandenburg-Bayreuth (1619-1686), casat primer amb Maria Elisabet de Schleswig-Holstein-Sonderburg-Glücksburg (1628-1664), i després amb Sofia Maria de Solms-Baruth (1626-1688).
- Frederic Guillem, nascut i mort el 1620.